# La Nueva Atlántida

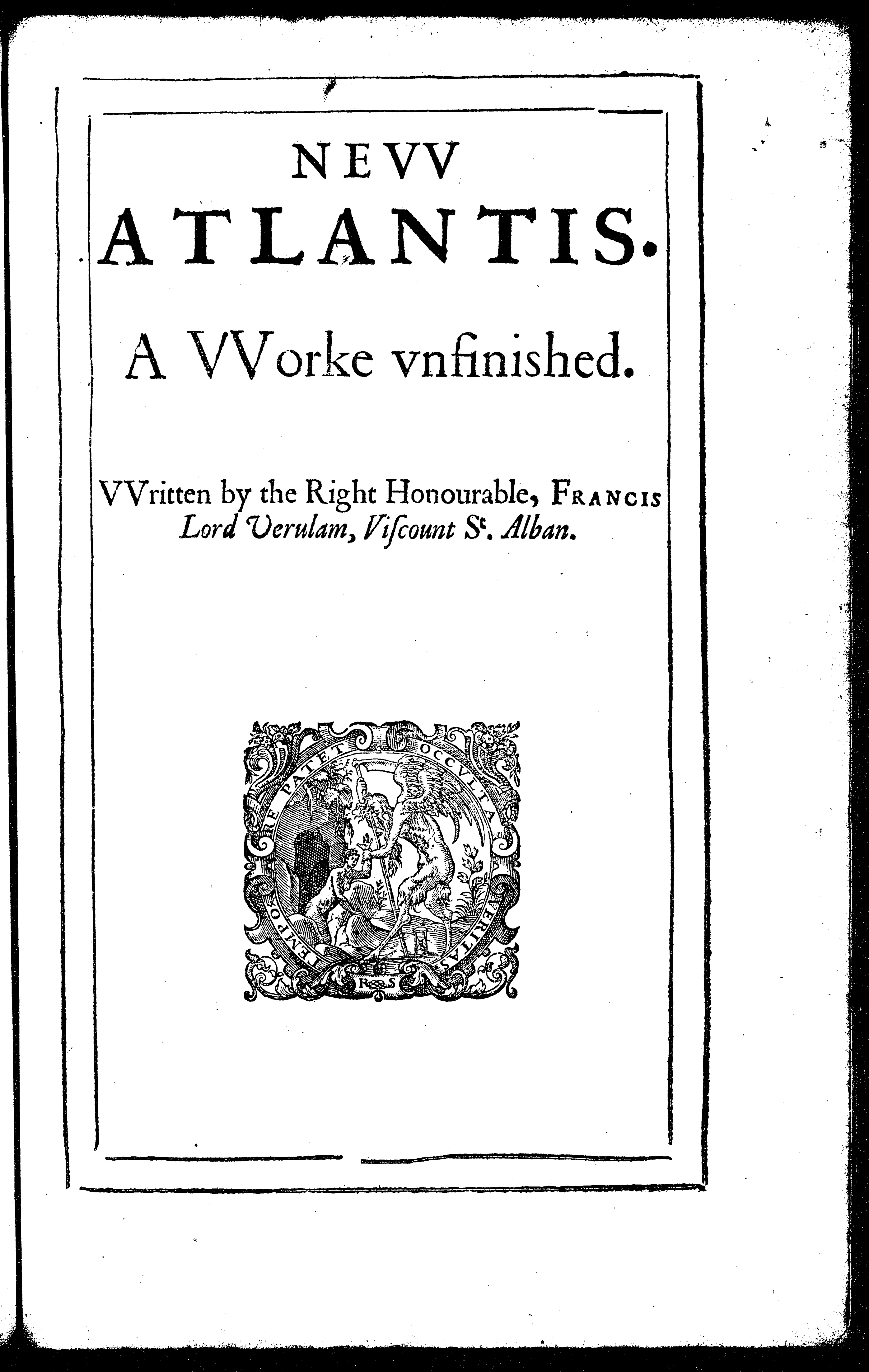
Edición de 1628.

La Nueva Atlántida (The New Atlantis en el original inglés) es una novela utópica escrita por Francis Bacon en 1626. Describe una tierra mítica, Bensalem, a la que él viaja. Narra la descripción que hace uno de sus hombres sabios del método que utiliza en sus invenciones.
Los mejores y de los ciudadanos de Bensalem pertenecen a un centro de enseñanza denominada La Casa de Salomón, donde se llevan a cabo experimentos científicos según el método baconiano de inducción, con el objetivo de comprender y conquistar la naturaleza para poder aplicar el conocimiento obtenido para la mejora de la sociedad.
En Bensalem, el conocimiento es considerado como el más preciado de sus tesoros. Por eso en el pasaje más conocido de la obra se refieren a los investigadores con las palabras: "Estas son, hijo mío, las riquezas de la Casa de Salomón". En Bensalem, el matrimonio y la familia son la base de la sociedad y los lazos familiares se celebran en fiestas subvencionadas por el estado.
En su utopía, Francis Bacon apuesta por una reforma de la sociedad a través de la ciencia aplicada; una sociedad en la que los hombres pueden alcanzar la armonía mediante el control de la naturaleza. En la Nueva Atlántida los hombres logran la felicidad debido a su perfecta organización social, organización centrada en la naturaleza y en los preceptos científicos. 
Aunque en gran parte la narración podemos observar la alusión a los temas científicos y tecnológicos; a inventos de los cuales ahora podemos valernos; su preocupación también está centrada en aspectos de índole social. Bacon presentó peculiar interés por el cuidado de sí a partir del amor propio, es decir, manifestó que el hombre podrá alejarse de todo aquello que le es perjudicial si valora su cuerpo, su presencia y existencia; si es capaz de respetarse a sí mismo, para en consecuencia poder respetar y amar a los demás.
En la obra de Bacon podemos encontrar, además de una sociedad más justa y feliz, una gran aportación artística, en términos literarios y poéticos. La forma en que narra cada uno de los detalles hacen que esta obra resulte grata y amena para el lector; situación que puede llevar a recrear tiempos y espacios pasados, pero también, escenas aún no imaginadas.
Es importante destacar las Lenguas mencionadas en la obra: en uno de los pasajes más reveladores, cuando los náufragos europeos llegan a la isla de Bensalem, reciben un mensaje escrito, y luego el personaje  en varias lenguas:
- Hebreo antiguo
- Griego antiguo
- Latín escolástico
- Español, lengua que además es usada por uno de los habitantes de la Nueva Atlántida:

```
"
Y entonces el hombre a quien he descrito antes se levantó y en alta voz preguntó en español: "¿Son ustedes cristianos?
" originalmente "
“After we had read the letter, and had delivered the same to the messenger, and shewed the sign of our health (which he likewise returned), he returned. He came again, within a short time, in a boat, with half-a-dozen of our people, and in the midst of the boat stood a man of a pleasing countenance, who, as soon as he was come within a flight-shot of the ship, spake aloud in the Spanish tongue, saying, 'Are ye Christians?'”
. 
```

Este detalle no es casual: Bacon selecciona estas lenguas por su peso cultural, religioso y científico en la historia de la civilización occidental.